# Thomas Rettenegger
Thomas Rettenegger (5 febbraio 2000) è un combinatista nordico austriaco.

## Biografia
Originario di Pfarrwerfen, fratello di Stefan, a sua volta combinatista nordico, e attivo dal febbraio del 2015, Rettenegger ha esordito in Coppa del Mondo il 21 dicembre 2019 a Ramsau am Dachstein (35º) e ai successivi Mondiali juniores di Oberwiesenthal 2020 ha vinto la medaglia d'oro nella gara a squadre; ha colto il primo podio in Coppa del Mondo il 7 gennaio 2023 a Otepää (3º) e ai successivi Mondiali di Planica 2023, sua prima presenza iridata, si è classificato 35º nel trampolino lungo. Non ha preso parte a rassegne olimpiche.

## Palmarès

### Mondiali juniores
- 1 medaglia:
  - 1 oro (gara a squadre a Oberwiesenthal 2020)

### Coppa del Mondo
- Miglior piazzamento in classifica generale: 9º nel 2024
- 1 podio (individuale):
  - 1 terzo posto